# 州立大学
アメリカ合衆国の州立大学（しゅうりつだいがく、State University）は、アメリカの大学の一形態で、主にランドグラント法に基づき、州政府によって設立された大学である。産業技術の育成と教育を重視しており、大規模校で大学院をもつ場合が多い。大学院をもつ名門総合大学から卒業率の低い大学までさまざまである。

## 概要
アメリカの大学と言うと、ハーバード大学やスタンフォード大学といった私立大学が引き合いに出されるが、アメリカで一般的な大学は州立大学である。なお、アメリカに存在する連邦の教育機関（Federal school）は軍学校および連邦公務員研修所であり、一般向けの大学ではない。
アメリカの州立大学は、州立神学校などにルーツのある大学と、ランドグランド法に基づいて設立された大学に大別できる。多くの州立大学は授業料と義務的費用を徴収しており、授業料は各州立大学もしくはその上位組織が独自に設定できる。州内居住者と州外居住者で授業料に大きな差があるが、義務的費用は州内居住者・州外居住者による差はない。また、州立大学は州法に則って独自にカリキュラムを組むことができ、採用基準も独自の方針に拠る。教員は公務員としての義務を持たない。したがって、アメリカの州立大学を日本の国立大学と同列に語るのは誤りである。
元々存在していた小規模の私立大学と州立の職業学校や師範学校、農業試験場が規模を拡大させて州立大学が創設された。最も古い州立大学は、1776年設立のノースカロライナ大学である。州立大学は当初、富裕階層からエリート人材を輩出するトップダウン形式を採っていたが、ジャクソン民主主義が広まるにつれて、貧富の差にかかわらず能力のある若者を育成して指導的地位につけるボトムアップ形式を採るようになった。19世紀に入ると、農工業技術を振興し教育する大学を州政府が設立することを条件に、連邦政府の土地を供与するランドグラント法が制定され、産業技術の育成と教育を重視する州立大学（ランドグラント大学）が増大した。また、州立大学はいち早く男女共学を推進し、女子教育に貢献した。
カリフォルニア大学ロサンゼルス校 (UCLA) のように、カリフォルニア大学（当時はバークレー校のみ）の分校として設立されたものが系列の大学になったり、分離独立したものもある。
スプートニク・ショックによって大学院教育に力を入れるようになり大学院やメディカルスクールなどの専門職大学院を設置して、カリフォルニア大学やミシガン大学のように大学院中心の研究型の大学に特化していった大学も見受けられる。また、ランドグラント大学からテキサス農工大学やバージニア工科大学といった理工系に特化した大学も見受けられる。一方でカリフォルニア州立大学の各校のように教員などの専門家養成といった実学中心の大学もある。

## 州立大学の概要と表記上の注意
州立大学は「州立○○大学」「○○州立大学」「○○大学」などの表記が日本語において一般的であるが、カリフォルニア州立大学（California State University）とカリフォルニア大学（University of California）のように別の大学として州内に存在する場合がある。この場合、カリフォルニア大学が「カリフォルニア州立大学」と表記されてしまうと、カリフォルニア大学（UC）のことなのかカリフォルニア州立大学（CSU）のことなのかわからず、あるいは同一視されてしまい、混乱や誤解を招くことがあるので注意を要する。おおむね、州立大学の英語名称は「University of “州名”」あるいは「“州名” State University」の2種類の名称が一般的ではある（そして前述のように両方が別の大学として存在することが多い）が、たとえばペンシルベニア大学（University of Pennsylvania）は、ペンシルベニア州の州立大学のように思える名称ではあるものの私立大学であったり（ペンシルベニア州立大学も別に存在する）、また、バージニア工科大学（Virginia Polytechnic Institute and State University）は、正式名称であるはずの「バージニア工科州立大学」よりも「バージニア工科大学（Virginia Polytechnic Institute、Virginia Tech）」の名称が用いられることが多いなど、名称だけでは大学の設立形態を判断しにくいこともある。MITやコーネル大学のように分類としては私立大学だが、設立に州政府が関与している場合もある。逆に、ウィリアム・アンド・メアリー大学やラトガース大学のように、設立当初は私立大学であったが、後に州政府に移管されて州立大学という分類になっている場合もある。
また、「カリフォルニア大学ロサンゼルス校」と「カリフォルニア大学バークレー校」のように「○○校」とついた場合は同じ系列の大学であるが別の大学となり、難易度や専攻も異なる。これらは州立大学システムというかたちで、州政府のもと、1つの州立大学システムごとに設置者が置かれ、その設置者にぶらさがるかたちで、独立運営の各大学が連なるかたちを取る。州内に、異なるいくつかの大学システムの設置者を有している州もある。たとえばカリフォルニア州では、カリフォルニア大学システム（UCシステム）とカリフォルニア州立大学システム（CSUシステム）という異なる2つの設置団体が存在する。また、同じ州内に州立のコミュニティーカレッジがある場合は、編入システムが確立しており、編入も多いのが一般的である。
少人数教育を行う州立大学や小規模の州立大学も存在するが、ほとんどの州立大学は数千人から数万人の定員を持ち、フロリダ大学やテキサス大学オースティン校、 アリゾナ州立大学などの名門大学では学生数が5万人規模であり、マンモス大学と言われることもある。一般に大学院での研究活動が中心となっている大学が多く、その場合、大学院生が学部の授業を受け持つこともよくある。西海岸や中西部では名門大学は州立大学に多く、カリフォルニア大学バークレー校、カリフォルニア大学ロサンゼルス校 (UCLA)、カリフォルニア大学サンディエゴ校、ミシガン大学アナーバー校、コロラド大学ボルダー校、アリゾナ大学などが有名である。